# Jean Laudet
Jean Laudet (n. 5 august 1930, Nevers, Bourgogne, Franța) este un canoist ce a reprezentat Franța, medaliat olimpic. A participat la o ediție a Jocurilor Olimpice (1952) în care a câștigat o medalie de aur.